# Juiz de Fora Vôlei
Juiz de Fora Vôlei (ou simplesmente JF Vôlei) é uma equipe de voleibol masculino da cidade de Juiz de Fora, Minas Gerais. Em 2021 foi campeã da  Superliga Brasileira de Voleibol Masculino - Série B e disputará a temporada 2021/22 da Série A.

## História
A história do JF Vôlei começou com um projeto voleibol da UFJF, em 2008 com o objetivo de criar uma equipe masculina que representasse o voleibol de Juiz de Fora nos cenários estadual e nacional. O ano de 2012 representa a quinta temporada consecutiva de trabalho buscando a evolução e a qualidade a cada dia.
Além da equipe competitiva, o projeto desenvolve na cidade de Juiz de Fora dois núcleos de iniciação ao voleibol com crianças carentes, um na UFJF e outro no Bairro Jardim Esperança. Outros núcleos serão anunciados em breve.
Com o reconhecimento do projeto na cidade e no meio do voleibol, o objetivo maior é levar a equipe até a Superliga em alguns anos e para isso vem disputando competições como o Campeonato Mineiro desde 2008 e a Liga Nacional desde 2009, enfrentando grandes equipes do cenário nacional como Minas, Volta Redonda, Cruzeiro e Montes Claros.
A estrutura de treinamentos dentro da Universidade Federal de Juiz de Fora, dentro do novo complexo da Faculdade de Educação Física e Desportos, é de altíssimo nível, com acesso a um ginásio com piso flutuante, uma quadra coberta com piso emborrachado, academia de musculação, piscina, pista de atletismo, entre outros que auxiliam no desenvolvimento dos atletas.
Em maio de 2018, foi anunciado o acordo de patrocínio com a ArcelorMittal no valor de 285 mil reais por meio da Lei Estadual de Incentivo ao Esporte.

## Resultados obtidos nas principais competições

### Superliga
| Temporada | Colocação |
| --------- | --------- |
| 2011/2012 | 11°       |
| 2012/2013 | 11º       |
| 2013/2014 | 9º        |
| 2014/2015 | 9º        |
| 2015/2016 | 12º       |
| 2016/2017 | 7º        |
| 2017/2018 | 12º       |

### Campeonato Mineiro
| Temporada | Colocação |
| --------- | --------- |
| 2008      |           |
| 2009      |           |
| 2010      |           |
| 2011      | 4º        |

## Elenco

### Temporada 2016/2017
Atletas selecionados para disputar a Superliga 2016/2017 pelo Juiz de Fora:
| #  | Nome                                   | Apelido     | Altura | Idade   | Nacionalidade | Posição    |
| -- | -------------------------------------- | ----------- | ------ | ------- | ------------- | ---------- |
| 1  | Rodrigo Soares Ribeiro Rodrigues       | Rodrigo     | 1,90   | 31 anos | Brasil        | Levantador |
| 2  | Henrique Adami                         | Adami       | 1,92   | 19 anos | Brasil        | Levantador |
| 3  | Franco Augusto Slomp Gragon            | Franco      | 2,01   | 21 anos | Brasil        | Central    |
| 4  | Bruno Fyllipe Gonçalves                | Bruno       | 1,98   | 21 anos | Brasil        | Central    |
| 5  | Fábio Luis Malachias Paes              | Fábio       | 1,90   | 32 anos | Brasil        | Líbero     |
| 6  | Juan Manuel Mendez                     | Juan Mendez | 1,83   | 21 anos | Argentina     | Líbero     |
| 7  | Renan Zantta Buiatti                   | Renan       | 2,17   | 27 anos | Brasil        | Oposto     |
| 8  | Rapahel Marcarini                      | Rapahel     | 2,03   | 20 anos | Brasil        | Ponteiro   |
| 9  | Matheus de Souza Faustino Pereira      | Matheus     | 2,05   | 17 anos | Brasil        | Central    |
| 10 | Rômulo Henrique Batista Silva          | Rômulo      | 2,00   | 22 anos | Brasil        | Central    |
| 11 | Vitor Henriques Lopes Adriano          | Vitor       | 1,93   | 20 anos | Brasil        | Ponteiro   |
| 12 | Carlos Junio Gabriel Teixiera Costa    | Carlos      | 2,03   | 20 anos | Brasil        | Oposto     |
| 13 | Ricardo Alexandre Gomes do Rego Júnior | Ricardo     | 2,06   | 26 anos | Brasil        | Ponteiro   |
| 14 | Diego Henrique Zancanela de Almeida    | Diego       | 2,05   | 30 anos | Brasil        | Central    |
| 15 | Juan Pablo Moreno Mosquera             | Moreno      | 2,00   | 19 anos | Colômbia      | Oposto     |
| 16 | Felipi Johann Rammé                    | Rammé       | 1,97   | 20 anos | Brasil        | Ponteiro   |
| 17 | Rhendrick Resley Rosa                  | Rhendrick   | 1,82   | 18 anos | Brasil        | Levantador |

Diretoria
Presidente: Antônio Walter Sena Júnior
Comissão Técnica
Técnico: Henrique Furtado
Auxiliar técnico: André Silva
Preparador físico: Júlio Lanzelotti
Fisioterapeuta: Lucas Mostaro
Analista de Desempenho: Rodrigo Fuentealba
Consultor Esportivo: Renato Miranda

### Temporada 2015/2016
Atletas selecionados para disputar a Superliga 2015/2016 pelo Juiz de Fora:
| #  | Nome                                | Apelido  | Altura | Idade   | Nacionalidade | Posição    |
| -- | ----------------------------------- | -------- | ------ | ------- | ------------- | ---------- |
| 1  | Filipe Quirino Cipriani             | Quirino  | 1,95   | 32 anos | Brasil        | Central    |
| 2  | Igor Iuri Silva Nascimento          | Igor     | 2,03   | 23 anos | Brasil        | Central    |
| 3  | José Ilídio Ribeiro de Oliveira     | Ninão    | 2,05   | 25 anos | Brasil        | Central    |
| 4  | Laerte Stroppa Neto                 | Laerte   | 1,89   | 22 anos | Brasil        | Ponteiro   |
| 5  | Diego Henrique Zancanela de Almeida | Diego    | 2,05   | 30 anos | Brasil        | Central    |
| 6  | Leandro Martins da Silva            | Leandrão | 2,17   | 25 anos | Brasil        | Oposto     |
| 7  | Octacílio Pereira do Vale Neto      | Tatinho  | 1,88   | 25 anos | Brasil        | Líbero     |
| 8  | Tárik Bellini Pereira do Valle      | Tárik    | 1,90   | 21 anos | Brasil        | Levantador |
| 9  | Felipe de Mello Hernandez           | Felipe   | 1,93   | 23 anos | Brasil        | Levantador |
| 10 | Fábio Luis Malachias Paes           | Fábio    | 1,90   | 32 anos | Brasil        | Líbero     |
| 11 | Renato Hermely Mendes de Souza      | Renato   | 1,95   | 34 anos | Brasil        | Ponteiro   |
| 12 | Lucas Salles Araújo                 | Lucas    | 2,02   | 21 anos | Brasil        | Central    |
| 13 | Thiago de Souza Maciel              | Thiago   | 1,94   | 32 anos | Brasil        | Oposto     |
| 14 | Dhionathan Willyan da Silva         | Zóio     | 1,94   | 25 anos | Brasil        | Ponteiro   |
| 15 | Djalma Moreira Júnior               | Djalma   | 2,00   | 24 anos | Brasil        | Ponteiro   |
| 16 | Mark Dalale Plotyczer               | Mark     | 1,93   | 30 anos | Brasil        | Ponteiro   |
| 17 | Ricardo Arozio Faccin               | Ricardo  | 2,05   | 36 anos | Brasil        | Oposto     |
| 19 | Mauricio Inácio da Cunha Júnior     | Maurício | 1,92   | 32 anos | Brasil        | Levantador |

#### Comissão Técnica
Técnico: Alessandro Fadul 
Assistente técnico: André Silva 
Preparador físico: Bernardo Miloski 
Fisioterapeutas: Leonardo Barbosa e Lucas Mostaro 
Médico: Oseas Oliveira 
Analista de Desempenho: Daniel Schimitz

### Temporada 2014/2015
Atletas selecionados para disputar a Superliga 2014/2015 pelo Juiz de Fora:
| #  | Nome                             | Apelido     | Altura | Idade   | Nacionalidade | Posição    |
| -- | -------------------------------- | ----------- | ------ | ------- | ------------- | ---------- |
| 1  | Octacílio Pereira do Valle Neto  | Tatinho     | 1,88   | 25 anos | Brasil        | Líbero     |
| 2  | Daivison Ferreira da Silva       | Daivison    | 2,00   | 37 anos | Brasil        | Ponteiro   |
| 3  | Victor Hugo Rocha Pereira        | Victor Hugo | 2,00   | 26 anos | Brasil        | Central    |
| 4  | Rodrigo Soares Ribeiro Rodrigues | Rodrigo     | 1,90   | 31 anos | Brasil        | Levantador |
| 5  | Tarcísio Guinter                 | Tarcísio    | 2,11   | 24 anos | Brasil        | Central    |
| 6  | Fábio Luis Malachias Paes        | Fábio       | 1,90   | 32 anos | Brasil        | Líbero     |
| 7  | Henrique Parreira Batagim        | Batagim     | 1,95   | 24 anos | Brasil        | Ponteiro   |
| 8  | Alexandre Antônio Bérgamo        | Bérgamo     | 1,98   | 36 anos | Brasil        | Oposto     |
| 9  | Manius Fernando da Silva Abbad   | Manius      | 2,02   | 41 anos | Brasil        | Ponteiro   |
| 10 | Ialisson Cesar Mello de Amorim   | Ialisson    | 2,05   | 31 anos | Brasil        | Central    |
| 11 | Alexander Szot Marczewski        | Alemão      | 1,97   | 28 anos | Brasil        | Oposto     |
| 12 | Sérgio Luiz Félix Júnior         | Sérgio      | 1,97   | 27 anos | Brasil        | Ponteiro   |
| 13 | Vitor Santos Gelli Dias          | Gelli       | 1,83   | 26 anos | Brasil        | Levantador |
| 14 | José Ilídio Ribeiro de Oliveira  | Ninão       | 2,05   | 25 anos | Brasil        | Central    |

Diretoria
Presidente: Júlio Maria da Fonseca Chebli 
Diretor: Maurício Bara Filho
Analista de Desempenho: Daniel Schimitz
Consultor esportivo: Renato Miranda 
Supervisor: Heglison Custódio Toledo
Comissão Técnica
Técnico: Carlos Augusto Oliveira de Almeida (Chiquita)  
Assistente Técnico: Alessandro Fadul
Auxiliar Técnico: Maurício Gattás Bara Filho 
Preparador Físico: Bernardo Miloski 
Fisioterapeutas: Rodrigo Soares / Leonardo Barbosa de Almeida / Lucas Mostaro Magri 
Médico: Oséas Oliveira
Massagista: Rodrigo Soares

### Temporada 2013/2014
Atletas selecionados para disputar a Superliga 2013/2014 pelo Juiz de Fora:
| #  | Nome                            | Apelido     | Altura | Idade   | Nacionalidade | Posição    |
| -- | ------------------------------- | ----------- | ------ | ------- | ------------- | ---------- |
| 1  | Octacílio Pereira do Valle Neto | Tatinho     | 1,88   | 25 anos | Brasil        | Líbero     |
| 2  | Daivison Ferreira da Silva      | Daivison    | 2,00   | 37 anos | Brasil        | Ponteiro   |
| 3  | Victor Hugo Rocha Pereira       | Victor Hugo | 2,00   | 26 anos | Brasil        | Central    |
| 4  | Thales Gustavo Hoss             | Thales      | 1,87   | 28 anos | Brasil        | Líbero     |
| 5  | Danilo Gelinski                 | Danilo      | 1,90   | 28 anos | Brasil        | Levantador |
| 6  | Ricardo de Paula Pereira        | De Paula    | 1,93   | 38 anos | Brasil        | Oposto     |
| 7  | André Ryuma Oto Aleixo          | Japa        | 1,90   | 26 anos | Brasil        | Ponteiro   |
| 8  | Rodrigo Pietro Rivoli           | Rivoli      | 1,95   | 38 anos | Brasil        | Levantador |
| 9  | Rodrigo Alves dos Santos        | Jardel      | 2,00   | 36 anos | Brasil        | Central    |
| 10 | Lucas Victor Ferreira Rangel    | Lucão       | 2,06   | 26 anos | Brasil        | Central    |
| 11 | Daniel de Souza Maciel          | Daniel      | 1,97   | 29 anos | Brasil        | Oposto     |
| 12 | José Ilídio Ribeiro de Oliveira | Ninão       | 2,05   | 25 anos | Brasil        | Central    |
| 13 | Hugo Hamacher Silva             | Hugo        | 1,95   | 26 anos | Brasil        | Ponteiro   |
| 14 | Willian Reffatti da Costa       | Reffatti    | 1,93   | 30 anos | Brasil        | Ponteiro   |
| 15 | Vitor Santos Gelli Dias         | Gelli       | 1,83   | 26 anos | Brasil        | Levantador |
| 16 | Filipe Quirino Cipriani         | Filipe      | 1,95   | 31 anos | Brasil        | Central    |

Técnico: Carlos Augusto Oliveira de Almeida (Chiquita) 

### Temporada 2012/2013
Atletas selecionados para disputar a Superliga 2012/2013 pela Juiz de Fora:
| #  | Nome                                | Apelido     | Altura | Idade   | Nacionalidade | Posição    |
| -- | ----------------------------------- | ----------- | ------ | ------- | ------------- | ---------- |
| 1  | Ricardo Perini de Aviz              | Perini      | 1,88   | 33 anos | Brasil        | Levantador |
| 2  | Victor Hugo Rocha Pereira           | Victor Hugo | 2,00   | 26 anos | Brasil        | Central    |
| 3  | Wanderson Fernandes Paranhas Campos | Wanderson   | 2,00   | 29 anos | Brasil        | Oposto     |
| 4  | Danilo Gelinski                     | Gelinski    | 1,90   | 28 anos | Brasil        | Levantador |
| 5  | Fábio Luis Malachias Paes           | Fábio       | 1,90   | 32 anos | Brasil        | Líbero     |
| 6  | Robson Gomes Augusto                | Robinho     | 2,05   | 32 anos | Brasil        | Central    |
| 7  | Aureliano Carlos da Silva           | Aureliano   | 2,01   | 37 anos | Brasil        | Central    |
| 8  | Hugo Hamacher Silva                 | Hugo        | 1,95   | 26 anos | Brasil        | Ponteiro   |
| 9  | Luan José Weber                     | Luan        | 2,02   | 26 anos | Brasil        | Oposto     |
| 10 | André Ryuma Oto Aleixo              | Japa        | 1,90   | 26 anos | Brasil        | Ponteiro   |
| 11 | Clint Riw da Rosa                   | Clint       | 1,97   | 30 anos | Brasil        | Ponteiro   |
| 12 | Valdir Gonçalves Júnior             | Juninho     | 1,95   | 30 anos | Brasil        | Ponteiro   |
| 13 | Lucas Victor Ferreira Rangel        | Lucão       | 2,06   | 26 anos | Brasil        | Central    |
| 14 | Filipe Quirino Cipriani             | Filipe      | 1,95   | 31 anos | Brasil        | Central    |

Diretoria
Presidente: Henrique Duque de Miranda Chaves Filho 
Supervisor: Heglison Custódio Toledo
Outro: Guilherme Novais Pinto Ferreira
Comissão Técnica
Técnico: Maurício Gattás Bara Filho 
Assistente Técnico: Carlos Augusto Oliveira de Almeida (Chiquita) 
Auxiliar Técnico: Guilherme Novais Pinto Ferreira 
Preparador Físico: Danilo Reis Coimbra 
Fisioterapeutas: Rodrigo Soares 
Médico: Oséas Oliveira

### Temporada 2011/2012
Atletas selecionados para disputar a Superliga 2011/2012 pelo Juiz de Fora: :
| #  | Nome                               | Apelido  | Nascimento | Altura (cm) | Peso (kg) | Nacionalidade | Posição    |
| -- | ---------------------------------- | -------- | ---------- | ----------- | --------- | ------------- | ---------- |
| 1  | Leonardo Daniel Rodrigues          | Léo      | 20.06.1978 | 197         | 95        | Brasil        | Oposto     |
| 2  | Danilo Gelinski                    | Gelinski | 13.03.1990 | 195         | 98        | Brasil        | Levantador |
| 3  | Clinty Riw da Rosa                 | Clinty   | 11.12.1986 | 199         | 99        | Brasil        | Ponta      |
| 4  | Rodrigo Alves dos Santos           | Jardel   | 07.05.1981 | 200         | 101       | Brasil        | Central    |
| 5  | André Luiz Silva                   | André    | 04.08.1979 | 188         | 87        | Brasil        | Levantador |
| 6  | Rodrigo de Ângelo Freitas          | Digão    | 20.01.1975 | 194         | 95        | Brasil        | Ponta      |
| 7  | Daniel Roger César da Luz          | Brasília | 19.11.1980 | 196         | 103       | Brasil        | Levantador |
| 8  | Gustavo Folle Weber                | Folle    | 17.12.1982 | 200         | 98        | Brasil        | Central    |
| 9  | Guilherme Ferreira da Silva        | Mineiro  |            | 191         | 93        | Brasil        | Ponta      |
| 10 | Filipe Quirino Cipriani            | Filipe   | 09.09.1985 | 195         | 93        | Brasil        | Central    |
| 11 | Sílvio Sátiro dos Santos           | Sílvio   | 24.07.1983 | 199         | 97        | Brasil        | Central    |
| 12 | Pedro Galleti Azenha               | Pedrinho | 25.03.1981 | 193         | 93        | Brasil        | Oposto     |
| 13 | Juliano Jerônimo Dias              | Juliano  | 30.04.1987 | 185         | 80        | Brasil        | Líbero     |
| 14 | Matheus Caporal Teixeira           | Caporal  | 28.09.1990 | 188         | 84        | Brasil        | Líbero     |
| 16 | Rafael Baroni                      | Baroni   | 22.04.1986 | 196         | 92        | Brasil        | Ponta      |
| 17 | Diego Henrique Zacanela de Almeida | Diego    | 23.09.1986 | 202         | 95        | Brasil        | Central    |
| 18 | Guilherme Magnani Hage             | Hage     | 28.10.1988 | 200         | 98        | Brasil        | Ponta      |